# 西宮市立南甲子園小学校
西宮市立南甲子園小学校（にしのみやしりつ みなみこうしえんしょうがっこう）は、兵庫県西宮市南甲子園3丁目に所在する公立小学校。

## 沿革
- 1958年（昭和33年）4月1日 - 西宮市立鳴尾小学校から分離して、鳴尾小学校の敷地内に開校。
- 1958年（昭和33年）9月10日 - 現在地に移転。
- 1958年（昭和33年）10月10日 - 開校式を挙行し、同日を開校記念日とする。
- 2017年（平成29年）2月28日 - 新校舎の工事完了。

## 通学区域
- 南甲子園2・3丁目、浜甲子園3・4丁目、甲子園網引町（9･10番）、甲子園町、甲子園高潮町、甲子園洲鳥町、甲子園網引町（1～8番）、甲子園九番町（1～9・12～14番・15番<6～8・40・49号>）、南甲子園1丁目（1～8番）、浜甲子園1・2丁目[1]

※卒業後は基本的に西宮市立真砂中学校若しくは西宮市立鳴尾中学校に進学する。

## 通学区域が隣接している学校
- 西宮市立甲子園浜小学校
- 西宮市立鳴尾小学校
- 西宮市立春風小学校
- 西宮市立今津小学校

## 主なOB
- 鈴木英敬
- 和田加奈子